# Julian Maciołowski
Julian Maciołowski (ur. 1841 w Bieździedzy,  zm. 20 czerwca 1921 w Krakowie) – polski nauczyciel.

## Życiorys
Syn Laurentego Maciołowskiego, oficjalisty prywatnego i Marii Machowskiej. Żonaty z Marią Pochwalską, córką Józefa Kaspra Pochwalskiego i Marcjanny  (Marianny) z domu Berg. Szwagier Władysława Pochwalskiego i Kazimierza Pochwalskiego.
Nauczyciel i dyrektor (w latach 1873-1920) obecnej Szkoły Podstawowej nr 4 im Romualda Traugutta w Krakowie przy ul. Smoleńsk 5/7. Był też dyrektorem szkoły im. św. Jana Kantego. Radny Rady Miejskiej. 17 listopada 1914, jako najstarszy wiekiem radny, pod nieobecność prezydenta Krakowa, zwołał ostatnią sesję Rady Miejskiej, na której radni zaprotestowali przeciwko rozwiązaniu Rady, autor podręczników i słowników dla szkół, działacz Związku Nauczycielstwa Polskiego.
Został pochowany na cmentarzu Rakowickim kwatera III B grobowiec Cyfrowiczów (Leon Cyfrowicz), Mayerów, Pochwalskich.

## Publikacje
- wspólnie z Bernardem Biederem „Słowniczek niemiecko-polski” wydany w Krakowie nakładem redakcji „Prawdy”,
- elementarz „Pierwszy rok nauki szkolnej”, przewodnik metodyczny, część I: Przygotowanie do nauki. Kraków, nakł. J.M. Himmelblaua, druk. Związkowa, 1893, 8 mała, str. 248, opr. kor. 2.